# Manuel Magallanes Moure

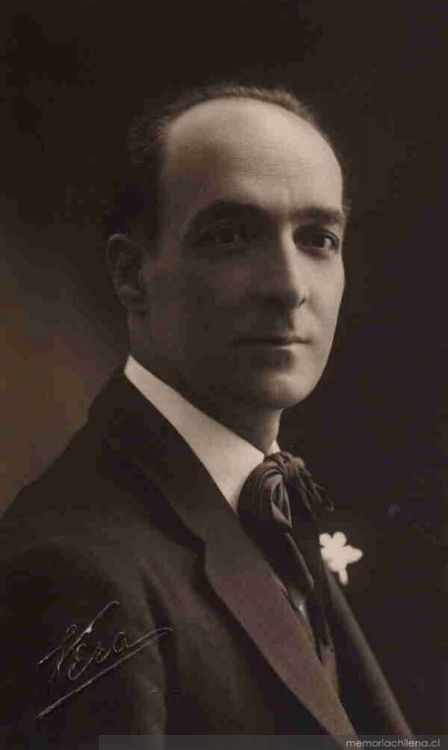
Manuel Magallanes Moure (1921)

Manuel Magallanes Moure (* 8. November 1878 in La Serena; † 19. Januar 1924 in Santiago de Chile) war ein chilenischer Schriftsteller, Literaturkritiker und Maler.
Magallanes studierte in Santiago, begann aber schon früh für verschiedene Zeitschriften zu arbeiten. Er schrieb ab 1902 Literaturkritiken für Las Últimas Noticias und El Mercurio, gab die Zeitschrift Chile Ilustrado heraus und veröffentlichte eigene Gedichte in Zig Zag y Juventud. In dieser Zeit erschienen auch seine ersten Gedichtbände Facetas (1902) und Matices (1904).
1904 schloss er sich der Grupo Tolstoyana um Julio Ortiz de Zárate, Augusto D'Halmar und Fernando Santiván an. 1911 gründete er die Zeitschrift La Reforma, die bis 1916 erschien. Als Präsident der Asociación de Artistas y Escritores de Chile war er 1914 für den Wettbewerb  Los Juegos Florales verantwortlich, bei dem Gabriela Mistral ihre Los sonetos de la muerte vorstellte.
Mit Autoren wie Julio Ortiz de Zárate, Pedro Prado, Juan Francisco González, Armando Donoso, Augusto Dhalmar und Julio Bertrand Vidal bildete er 1916 die Grupo de los Diez. Im Jahr 1916 veranstaltete er eine öffentliche Ausstellung seiner Gemälde. 1918 gründete er die Sociedad de Conferencias Publicas. 1922–23 unternahm er eine Europareise. Danach lebte er in San Bernardo, wo er schon seit Beginn des Jahrhunderts einen zweiten Wohnsitz hatte. Pedro Prado gab 1926 eine Auswahl seiner besten Gedichte (Sus mejores poemas) heraus.

## Werke
- Facetas, Gedichte, 1902
- Matices, Gedichte, 1904
- La Jornada, Gedichte, 1910
- La batalla, lluvia de primavera, Drama, 1912
- ¿Qué es amor? , Erzählungen, 1915
- La casa junto al mar, Gedichte, 1918
- Florilegio, Gedichte, 1921
- Sus mejores poemas, (Auswahl von Pedro Prado), 1926